# Montrécourt
Montrécourt là một xã ở trong tỉnh Nord ở miền bắc nước Pháp. Xã này có diện tích 3,56 kilômét vuông, dân số năm 1999 là 156 người. Xã nằm ở khu vực có độ cao từ 47-85 mét trên mực nước biển.